# Estrategia Mercosur de Crecimiento del Empleo

Logotipo de Mercosur.

La Estrategia Mercosur de Crecimiento del Empleo es un proyecto y una línea de acción del Mercosur, decidido por el Consejo del Mercado Común (CMC), órgano supremo del bloque subregional, mediante Decisión N.º 46/04, con el fin de insertar el empleo de calidad en el centro de las estrategias de desarrollo.
La base de la Estrategia Mercosur de Crecimiento del Empleo es la Declaración de Ministros de Trabajo del MERCOSUR, emanada de la Conferencia Regional del Empleo y el Grupo de Alto Nivel de Empleo (GANE) creado en 2004.

## Origen
La Estrategia Mercosur de Crecimiento del Empleo tiene su origen en la Primera Conferencia Regional de Empleo, de carácter tripartito y con asistencia de la OIT, realizada en Buenos Aires el 15 y 16 de abril de 2004. 
Como resultado de la misma, la Reunión de Ministros de Trabajo del Mercosur en 2004 emitió una Recomendación que motivó la decisión del CMC.

## Contenido
La Recomendación de los Ministros de Trabajo del Mercosur establece una serie de criterios, principios y líneas de acción, orientadas a establecer una Estrategia Regional para el Empleo que pueden resumirse en los siguientes puntos:
- Creación de una instancia de alto nivel en la que participen la Comisión Sociolaboral, el Foro Consultivo Económico-Social y los Ministerios de Economía, Producción, Desarrollo, Planeamiento y similares.
- Políticas de empleo nacionales que:
  - Integren el objetivo de lograr empleo de calidad en todas las políticas de Estado (macroeconómicas, comerciales, productivas, de infraestructura, migratorias, educativas, de previsión social);
  - Promuevan ciertas redes o tramas productivas;
  - Promuevan ciertos sectores intensivos en mano de obra;
  - Políticas específicas para las micro y pequeñas empresas;
  - Políticas de atención al desempleo orientadas a la reinserción laboral;
  - Formación profesional de calidad;
  - Reducción sustancial de la brecha de género;
  - Armonización de políticas de Estado para eliminar el trabajo infantil;
- Diálogo social regional en un modelo de desarrollo con equidad.
- Fortalecimiento del Observatorio Regional del Mercado de Trabajo del Mercosur
- Integración de los mercados de trabajo de la región, a fin de garantizar la libre circulación de los trabajadores;
- Colocar el objetivo empleo en todas las áreas de integración regional y en la política comercial extra-zona.
- Establecimiento de Fondos Estructurales para el Mercosur, destinados a elevar la competitividad de los socios menores y de las regiones menos desarrolladas, reafirmando que tales estudios deben contemplar la promoción del trabajo decente.
- Integración de los Ministerios de Trabajo a los órganos decisorios.